# Paris Has Fallen
Paris Has Fallen ist eine französisch- und englischsprachige Action-Fernsehserie aus dem Jahr 2024. Das Drehbuch stammt von Howard Overman, Regie führten Oded Ruskin und Hans Herbots. Die Hauptbesetzung sind Tewfik Jallab, Ritu Arya und Sean Harris. Sie ist ein Serienableger zum Film Olympus Has Fallen (2013) und dessen Fortsetzungen.

## Handlung
Eine Terroristengruppe um den ehemaligen Fremdenlegionär Jacob Pearce plant aus Rache einen Mordanschlag auf den französischen Verteidigungsminister. Sicherheitsbeamter Vincent Taleb und MI6-Agentin Zara Taylor versuchen zusammen den Angriff zu verhindern. Doch als sie eine tiefere Verschwörung entdecken und ein Maulwurf in ihren Reihen vermutet wird, müssen sie sich gegenseitig vertrauen, um Pearces Pläne zu durchkreuzen und Paris vor der Zerstörung zu bewahren.

## Entstehung und Mitwirkende
| Figur                                            | Darsteller         | Deutscher Sprecher           |
| ------------------------------------------------ | ------------------ | ---------------------------- |
| Cpt. Jacob Pearce, Ex-Fremdenlegionär            | Sean Harris        | Frank Röth                   |
| Vincent Taleb, Leibwächter                       | Tewfik Jallab      | Johannes Raspe               |
| Zara Taylor, MI6-Agentin                         | Ritu Arya          | Flavia Vinzens               |
| Juliette Levesque, Präsidentin                   | Emmanuelle Bercot  | Marion von Stengel           |
| Freja Karlsson, Helferin von Pearce              | Ana Ularu          | Franciska Friede             |
| Philippe Bardin, Verteidigungsminister           | Nathan Willcocks   | Martin May                   |
| Chloe Bardin, Tochter des Verteidigungsministers | Fantine Hardouin   | Clara Drews                  |
| Pascal Moulin, Rüstungsunternehmer               | Laurent Lucas      | Thomas Schmuckert            |
| Rowan Alexander, Ex-MI6-Stationsleiter in Kabul  | Karl Collins       | Samuel Zekarias              |
| Matis Garnier, Leiter der Antiterror-Taskforce   | Jérémie Covillault | Sven Brieger                 |
| Théa, Freundin von Zara Taylor                   | Camille Rutherford | Vera Bunk                    |
| Beatrice Paquin, Ex-DGSE-Offizierin              | Nathalie Richard   | Christin Marquitan           |
| Cedric Duval, DGSE-Agent                         | Michaël Erpelding  | Christian Intorp             |
| Amina Sayyid, Freundin von Pearce in Afghanistan | Raha Rahbari       | Christin Quander             |
| Esin Bansaid, Tochter von Amina Sayyid           | Amal Affani        | Eleni Möller-Architektonidou |
| Sami Bensaïd, Komplize von Pearce                | Mehdi Meskar       | Sebastian Kluckert           |
| Oscar, Pilot der Frachtmaschine                  | Ben Addis          | Armin Schlagwein             |
| Farid, Bombenbauer                               | Kriss Dosanjh      | Hans Hohlbein                |
| Lucas, Mitarbeiter der Antiterror-Taskforce      | Paul Gorostidi     | Sascha Rotermund             |
| Simone, Mitarbeiterin der Antiterror-Taskforce   | Nagisa Morimoto    | Lisa Braun                   |

Die achtteilige Serie wurde von Howard Overman geschrieben und von StudioCanal, Urban Myth Films sowie Millennium Media und G-BASE produziert, den beiden Unternehmen, die bereits die Has-Fallen-Filmreihe produziert haben. Eclectic Pictures ist ebenfalls beteiligt. Johnny Capps, Julian Murphy und Howard Overman sind Produzenten für Urban Myth, während Gerard Butler und Alan Siegel für G-Base produzieren. Für Millennium Media produzierten Avi Lerner zusammen mit Jeffrey Greenstein, Jonathan Yunger und Yariv Lerner sowie Heidi Jo Markel von Eclectic Pictures. Lati Grobman war ausführende Produzentin.
Die Regisseure sind Oded Ruskin und Hans Herbots. Die Dreharbeiten fanden im Oktober 2023 an Drehorten unter anderem in Paris und London statt.
Mathieu Kassovitz war ursprünglich für die Hauptrolle vorgesehen, wurde jedoch später durch Tewfik Jallab ersetzt. Weitere Darsteller sind Sean Harris, Ritu Arya und Camille Rutherford sowie Ana Ularu, Jérémie Covillault und Emmanuelle Bercot.
Die deutschsprachige Synchronisation entstand nach den Dialogbücher von Martin May und Tobias Ache sowie unter der Dialogregie von Martin May durch die Synchronfirma EuroSync GmbH.

## Veröffentlichung
Die Serie wurde ab dem 23. September 2024 auf Canal+ in Frankreich gezeigt. In Australien feierte sie am 26. September 2024 ihre Premiere beim öffentlich-rechtlichen Sender SBS Television. Die Serie wurde im Vereinigten Königreich am 1. November 2024 auf Amazon Prime Video veröffentlicht. Alle acht Folgen werden in den USA am 6. Dezember 2024 beim Sender Hulu uraufgeführt.
In Deutschland wurden die ersten vier Episoden Serie ab dem 23. Dezember 2024 auf dem ALLSTARS-Channel von Studiocanal bei Amazon Prime Video veröffentlicht, eine Woche später die fehlenden vier Episoden.

## Episodenliste
| Nr. (ges.) | Nr. (St.) | Deutscher Titel   | Originaltitel | Premiere Frankreich | Dt. Premiere D |
| ---------- | --------- | ----------------- | ------------- | ------------------- | -------------- |
| 1          | 1         | Der Anschlag      | Episode 1     | 23. Sep. 2024       | 23. Dez. 2024  |
| 2          | 2         | Der Scharfschütze | Episode 2     | 23. Sep. 2024       | 23. Dez. 2024  |
| 3          | 3         | Der Lockvogel     | Episode 3     | 30. Sep. 2024       | 23. Dez. 2024  |
| 4          | 4         | Blindflug         | Episode 4     | 7. Okt. 2024        | 23. Dez. 2024  |
| 5          | 5         | Die Drohung       | Episode 5     | 14. Okt. 2024       | 30. Dez. 2024  |
| 6          | 6         | Der Maulwurf      | Episode 6     | 21. Okt. 2024       | 30. Dez. 2024  |
| 7          | 7         | Die Bombe         | Episode 7     | 28. Okt. 2024       | 30. Dez. 2024  |
| 8          | 8         | Die Geisel        | Episode 8     | 4. Nov. 2024        | 30. Dez. 2024  |

## Kritiken
Paris Has Fallen erhielt ein gutes Presseecho, was sich auch in den Auswertungen US-amerikanischer Aggregatoren widerspiegelt. So erfasst Rotten Tomatoes 91 % positive Besprechungen und ordnet die Serie damit als „Frisch“ ein. Metacritic ermittelt eine „Grundsätzlich Wohlwollende“ Durchschnittswertung von 65/100 Punkten.

„Dabei gelingt es Paris Has Fallen, eine ästhetisch einnehmende Verdüsterung der Welt vorzunehmen. Alles ist hier auf Ernsthaftigkeit und Abgründigkeit getrimmt. Auf ironische Brüche kann man lange warten.“